# Txeremísskoie
Txeremísskoie (en rus: Черемисское) és un poble de l'óblast de Sverdlovsk, a Rússia, segons el cens del 2010 tenia 1.700 habitants.